# COLD TUBE
『COLD TUBE』（コールド・チューブ）は、斉藤和義通算7枚目のスタジオ・アルバム。2000年3月23日発売。発売元はSPEEDSTAR RECORDS。規格品番：VICL-60550。2008年9月17日にSHM-CDにて限定販売された。規格品番：VICL-63027。

## 解説
初のベスト・アルバム『Golden Delicious』（1998/12/02発売、FHCF-2445）や、1999年6月2日に2作同時発売されたライブ・アルバム『十二月』（FHCF-2458）・『Golden Delicious Hour』（FHCF-2459）をはさみ、約3年というインターバルを経て発売されたオリジナル・アルバム。
ファンハウスからビクターエンタテインメントへ移籍後、第1弾となる作品でもあり、レコーディングは東京とニューヨークにて行われた。
先行シングル「アゲハ」（2000/02/23発売）を収録。本楽曲は、テレビ朝日系列情報バラエティ『ビートたけしのTVタックル』のエンディング・テーマに起用された。また、当シングルには「アゲハ」のアコースティック・バージョンも収められている。
歌詞カードはブックレットタイプでなく、横に広がる折りたたみ式となっている。
本アルバム発売後まもない2000年5月24日には、前レコード会社であるファンハウス時代から発売されたCDシングルのカップリング曲を収録した、『Collection “B”』（FHCF-2495）が発売された。
2008年9月17日に、特殊なCDプレーヤーでなくても高音質再生が可能とされるスーパー・ハイ・マテリアルCDで発売された。初回生産限定のデジパック仕様で、同日発売のCD-BOX『斉藤和義15周年アニバーサリーBOX』（VIZL-302）にも収められている。

## 収録曲
| 全作詞・作曲・編曲: 斉藤和義。 |                                   |          |            |      |
| #                              | タイトル                          | 作詞     | 作曲・編曲 | 時間 |
| 1.                             | 「青い光」                        | 斉藤和義 | 斉藤和義   | 5:23 |
| 2.                             | 「太陽の目安」                    | 斉藤和義 | 斉藤和義   | 4:40 |
| 3.                             | 「マリリン」(Strings: Abe Hiromi) | 斉藤和義 | 斉藤和義   | 3:10 |
| 4.                             | 「wanna do」                      | 斉藤和義 | 斉藤和義   | 5:38 |
| 5.                             | 「かみなり」                      | 斉藤和義 | 斉藤和義   | 5:16 |
| 6.                             | 「Rain」                          | 斉藤和義 | 斉藤和義   | 5:05 |
| 7.                             | 「アゲハ」                        | 斉藤和義 | 斉藤和義   | 4:35 |
| 8.                             | 「THANK YOU」                     | 斉藤和義 | 斉藤和義   | 2:30 |
| 9.                             | 「HONEY ROASTED PEANUTS」         | 斉藤和義 | 斉藤和義   | 3:14 |
| 10.                            | 「Alright Charlie」               | 斉藤和義 | 斉藤和義   | 4:03 |
| 11.                            | 「海に出かけた」                  | 斉藤和義 | 斉藤和義   | 3:43 |
| 12.                            | 「NO BLUES」                      | 斉藤和義 | 斉藤和義   | 2:16 |
| 13.                            | 「COLD TUBE」                     | 斉藤和義 | 斉藤和義   | 4:11 |
| 合計時間:                      | 合計時間:                         | 53:44    |            |      |

## 関連作品
- 青い光
十二月 〜Winter Caravan Strings〜 - ライヴ音源
- マリリン
十二月 〜Winter Caravan Strings〜 - ライヴ音源
- Rain
白盤 - スタジオ音源
- アゲハ
十二月 〜Winter Caravan Strings〜 - ライヴ音源
弾き語り 十二月 in武道館 〜青春ブルース完結編〜 - ライヴ音源
白盤 - スタジオ音源
歌うたい15 SINGLES BEST 1993〜2007 - スタジオ音源
Collection "B" 1993〜2007 - スタジオ音源（Acoustic Version）
斉藤“弾き語り”和義 ライブツアー2009≫2010 十二月 in 大阪城ホール 〜月が昇れば 弾き語る〜 - ライヴ音源
- Alright Charlie
十二月 〜Winter Caravan Strings〜 - ライヴ音源
- 海に出かけた
十二月 〜Winter Caravan Strings〜 - ライヴ音源
弾き語り 十二月 in武道館 〜青春ブルース完結編〜 - ライヴ音源
- COLD TUBE
黒盤 - スタジオ音源（ANOTHER MIX）